# Valore di mercato
Il valore di mercato (o valore reale), in economia si intende generalmente il controvalore (solitamente in denaro) di un bene nell'ambito della compravendita dello stesso in un mercato liquido e tra parti consapevoli. 
Tra i sette valori (valore di mercato, costo, capitalizzazione, trasformazione, surrogazione, complementare e uso sociale) il valore di mercato e il valore di costo sono quelli "fondamentali" mentre gli altri sono "accessori" o "derivati" in quanto derivano dal valore di mercato e dal valore di costo.

## Descrizione
Il concetto di valore di mercato assume "un'importanza particolare nella compravendita di titoli che abbiano un valore nominale, quali azioni o quote di società di capitali; in questo caso il valore di mercato viene determinato sulla base del patrimonio della società stessa, sul suo posizionamento sul mercato di riferimento, su parametri di redditività, su aspettative che gli operatori nutrono circa l'andamento futuro ma anche sulle contingenze economiche che si vengono a creare (a tal proposito possono essere citate, come esempio fra tanti, le temporanee crisi di liquidità che creano effetti distorsivi sui mercati dei capitali)".
Esso è pertanto determinato in primis dal valore materiale del bene stesso, corretto da altri fattori quali, ad esempio, secondo il concetto di domanda e offerta,  et in secundis dalla volontà del compratore di acquistare e quella del proprietario del bene di vendere. Il valore di mercato è dato quindi dalla quantità di moneta che si scambia con un determinato bene.
In determinati ambiti (ad esempio il settore immobiliare) tale valore è ricavato attraverso una valutazione immobiliare che porta a determinare il valore del bene che tuttavia non costituisce, di per sé, il valore di mercato, bensì soltanto una base di partenza per la definitiva determinazione di quest'ultimo. 

## Il ruolo nell'economia
L'analisi del valore di mercato delle azioni, tuttavia, si interseca, inevitabilmente, con le valutazioni del corso futuro dei titoli o, per meglio dire, la stima del valore futuro in momenti successivi all'istante di valutazione; le tecniche di base maggiormente utilizzate, sono quelle fondate da un lato sui modelli stocastici che furono teorizzati verso l'inizio degli anni '70 di cui le più famose sono: Metodo Monte Carlo, Modello Binomiale di Cox-Ross-Rubinstein, Modello di Black-Scholes-Merton (utilizzati, prevalentemente, per la stima del valore dei derivati) e il Modello CIR (adatto soprattutto per ciò che riguarda l'aspetto comportamentale dei tassi di interesse) e dall'altro i modelli come il CAPM e ATP o modelli multifattorili.
"Nel caso delle società per azioni quotate alla Borsa valori, per la determinazione del valore di mercato si prende in considerazione la quotazione delle azioni (solitamente una media dei prezzi in un arco temporale definito e prossimo all'atto di compravendita), se del caso con l'aiuto di uno o più consulenti, che molte volte è una banca d'affari. Queste società di consulenza utilizzano sistemi di valutazione che si fondano sull'implementazione di tecniche quali: dei multipli di mercato e sulla stima dei flussi di cassa attesi".

Un altro caso può essere quello delle obbligazioni, anch'esse a volte quotate in Borsa, nel quale il valore di mercato viene determinato dalla appetibilità del titolo: rating dell'emittente, tasso di interesse corrisposto, durata temporale, eventuale convertibilità in azioni, facilità di negoziazione.
Occorre precisare inoltre che il valore di mercato di un titolo può essere diverso, anche in misura considerevole, dal valore nominale; a tal proposito sono presenti sul mercato strumenti finanziari chiamati derivati (Opzione europea, opzioni americane, Opzione asiatica ed Opzioni esotiche) o derivati strutturati (nel caso la loro complessità induca il valutatore a scomporre lo strumento in "derivati base") di cui al momento della sottoscrizione non si conosce esattamente il valore futuro ma di cui si può solo fare una stima (utilizzando le tecniche di cui sopra) in cui però devono essere poste delle ipotesi di base che inevitabilmente devono essere tenute in considerazione per la valudità dei risultati ottenuti.

## Nel settore immobiliare
Per quanto riguarda la valutazione immobiliare il Valore di Mercato rappresenta un valore di stima che gli Standards valutativi internazionali definisco chiaramente. Il Valore di Mercato (VM) è l'ammontare stimato per il quale un determinato immobile può essere compravenduto alla data della valutazione tra un acquirente e un venditore, essendo entrambi i soggetti non condizionati, indipendenti e con interessi opposti, dopo un'adeguata attività di marketing durante la quale le parti hanno agito con eguale capacità, con prudenza e senza alcuna costrizione.

## Nel mondo

### Italia
Anche la Banca d'Italia, nelle proprie Norme di Vigilanza sulle banche di cui alla Circolare 285/2013, rimanda alla definizione adottata con l’art. 4, comma 1, punto 76) del Regolamento (UE) 575/2013. Per valore di mercato «si intende l’importo stimato al quale l’immobile verrebbe venduto alla data della valutazione in un’operazione svolta tra un venditore e un acquirente consenzienti alle normali condizioni di mercato dopo un’adeguata promozione commerciale, nell’ambito della quale entrambe le parti hanno agito con cognizione di causa, con prudenza e senza costrizioni». La Circolare 285/2013 ha modificato la 263/2006. 

### Unione europea
In base al dettato dell’art. 4, comma 1, punto 76) del Regolamento (UE) 575/2013 per valore di mercato «si intende l’importo stimato al quale l’immobile verrebbe venduto alla data della valutazione in un’operazione svolta tra un venditore e un acquirente consenzienti alle normali condizioni di mercato dopo un’adeguata promozione commerciale, nell’ambito della quale entrambe le parti hanno agito con cognizione di causa, con prudenza e senza costrizioni».